# Peter Stormare
Peter Stormare, vlastním jménem Rolf Peter Ingvar Storm (* 27. srpna 1953 Kumla) je švédský herec, režisér, dramatik a hudebník. Proslul zejména jako herec v amerických filmech.
Aktivní je od roku 1978. Mezi jeho nejvýznamnější role patří postava Johna Abruzziho v seriálu  Útěk z vězení nebo postava jednoho z únosců ve filmu Fargo (1996). Zahrál si také ve filmech Minority Report, Ztracený svět: Jurský park, Armageddon, Mizerové 2, Kód Navajo, Constantine, Imaginárium dr. Parnasse a v mnoha dalších. Svůj hlas propůjčil také k namluvení postav nebo děje několika počítačových her.